# L'Antiquaire
L'Antiquaire è il ventitreesimo romanzo dello scrittore francese di origini italiane Henri Bosco.

## L'opera
Come per il suo autore, la classificazione dell'opera è alquanto difficoltosa: essa può essere definita un racconto di formazione, che alla realtà del sud della Francia (in particolare la Provenza e la Camargue, luoghi prediletti della produzione boschiana) mischia elementi fantastici (soprattutto del realismo magico) e mistico-esoterici. 
L'Antiquaire è la storia narrata in prima persona di un eroe centrale, Alexandre Baroudiel, che affronta una dopo l'altra una serie di avventure iniziatiche e mistiche. La narrazione è divisa in cinque parti di lunghezza variabile: "Apparitions", "Mémorables", "Le désert", "Intermède" e "Mathias". Ad esse se ne aggiunge una sesta, "La voie", che incornicia il racconto di Baroudiel, costituita dall'intervento anch'esso in prima persona di un amico del protagonista, Méjean. Quest'ultima parte, che si differenzia dal resto grazie all'uso del corsivo, costituisce la cornice narrativa all'interno della quale è compresa la storia di Baroudiel.

## Trama
Il lettore è introdotto improvvisamente nell'universo diegetico senza alcun preambolo. Un indizio ci è fornito dall'epigrafe posta in testa al libro, tratta dal dramma I Persiani di Eschilo, che recita: "Voi, voi sante Potenze d'abisso, Terra e tu Ermes, e tu, monarca dei morti, scortate quassù la sua ombra nel sole." Essa sembra annunciare dunque un viaggio al contrario, non una caduta verso il basso com'è tipico di tanti romanzi, ma piuttosto una risalita che, si suppone, segua tale caduta. È un inizio abbastanza confuso in cui Baroudiel si aggira per le vie di una città innominata e vede ombre di uomini, tra cui Surac, presenza misteriosa e sconosciuta. Successivamente, viene attirato da una bottega oscura in cui incontra tre altrettante oscure figure, i fratelli antiquari Raphael e Déodore Sourbidouze e il loro servitore Mathias, descritti come creature grottesche e che apparentemente possiedono poteri di conoscenza soprannaturale. Baroudiel subisce una vera e propria metamorfosi dopo essere stato condotto dai tre antiquari a cenare sottoterra e diventa anche lui figura fantasmagorica: "Non ero forse come un doppio di Raphael, Mathieu e Déodore? E quella maschera di bestia, che era apparsa nel portale, non era forse il riflesso del mio viso che mi offriva lo specchio in cui, quella sera, io mi guardavo?"
Alla fine della prima parte, Baroudiel, che ci rivela essere geologo, salpa per l'Africa, dove deve compiere una missione che non verrà mai chiarita.
La seconda parte è una lunga analessi in cui il protagonista racconta le sue origini. Il suo nome completo è Baroudiel de la Hérondaye ed è originario della Camargue - terra arida e ventosa e ambientazione centrale di altri racconti di Bosco come ad esempio Malicroix. Dopo un breve excursus sulla sua vita famigliare e sull'"aurea mediocritas" nella quale viveva, consapevolmente infelice e animato da null'altro se non una fredda volontà che sopprime alla nascita qualunque slancio destabilizzante, racconta del suo primo incontro con Surac, avvenuto in treno. Viene qui introdotto un personaggio cinico e bizzarro, che diventa una sorta di polo negativo che attrae inspiegabilmente Baroudiel e che contribuisce alla sua uscita da una vita di noia. Personaggio, Surac, che "aveva il dono di essere istantaneamente indimenticabile."
Il mondo di Baroudiel sembra diventare sempre più de-reale, nel senso che ne dà Roland Barthes nei Frammenti di un discorso amoroso: "Il mondo non è irreale (se lo fosse potrei esprimerlo: esiste un'arte dell'irreale che è fra le più alte), ma de-reale: il reale lo ha abbandonato, cosicché io non ho più alcun senso a mia disposizione." 
Dopo breve tempo Surac lascia la città e Baroudiel si ritrova a vagabondare per le vie deserte. Inseguito da figure non ben identificate, si rifugia in una torre, da cui riesce ad uscire per rivedere le stelle (forse una citazione dantesca): "Quegli splendori fuori portata e la loro esatta indifferenza, in certi momenti, mi angosciano. […] Eppure, mi dicevo, esse bruciano, e, tra di loro l'anima del mondo estende all'infinito la forza che le tiene, da milioni di anni, in equilibrio sull'abisso."
Alla fine del capitolo, Baroudiel lascia la città.
Con la terza parte la storia riprende da dove si era interrotta alla fine del primo capitolo, ma è ambientata in un luogo completamente diverso, l'Africa, dove Baroudiel è andato per "compiere una missione," poi interrotta, perché "l'eccesso di calore qui ferma anche la vita." Oltre al luogo, cambia anche la forma di narrazione, che si presenta sotto forma di diario personale in cui Baroudiel sfoga la sua frustrazione e cerca di arginare la malinconia che lo affligge: "Perché scrivo?", si domanda continuamente. Qui incontra altri misteriosi personaggi, tra cui Monsieur Dauchère, che riconosce il potere occulto di un anello di Baroudiel (già bramato dagli antiquari nella prima parte).
Il giovane si ammala gravemente, entra in un delirio che durerà qualche tempo, ma sopravvive. Al suo risveglio, Baroudiel rivede Surac in una visione probabilmente indotta dalla malattia, il quale confessa di non essere più quel corpo in cui l'ha conosciuto. "Non ero più in presenza di un uomo, ma di un Segno," afferma Baroudiel. Quasi a voler controbattere a una giustamente scettica reazione del lettore, Surac dice al narratore che "tutto è mentale, signore, tutto, a questo mondo, e di conseguenza, è contraddittorio."
Il capitolo intitolato "Mathias" vede Baroudiel alle prese con Mathias appunto, servitore degli antiquari. Il giovane, ospite presso Raphaël e Déodore, passa la maggior parte del suo tempo con Mathias, personaggio strano che sembra avere paura di se stesso, ma che sembra essere anch'egli dotato di poteri soprannaturali, soprattutto di evocazione. "Cosa pensare di questa figura furtiva, ma inevitabile?", si chiede Baroudiel. Centrale in questa parte, insieme al personaggio del servitore, è la casa, descritta come un luogo pieno di voci e mormorii, la cui eco è soprattutto quella della mente del protagonista. La dimensione di questa casa non è dunque solo fisica, ma soprattutto metafisica: è un luogo di proiezioni mentali e di tentazioni, come ammette lo stesso Baroudiel: "Qui, tutto è tentazione, tutto mi attira." E infatti, "in ogni oggetto che scoprirete - delizioso o terribile che sia - sarà voi stesso che scoprirete", gli confesserà Mathias.
La parte finale è estremamente confusa: Baroudiel scende nei sotterranei della casa e sembra entrare nel misterioso "aquarium." Questo passaggio è minuziosamente descritto, dall'alternarsi di luci e ombre alle fluttuazioni della mente del giovane, che afferma di vedere creature fantastiche e un viso "unréel." Ma tutto questo rimane inserito nel mistero più assoluto e il viaggio di Baroudiel termina qui.
Non termina tuttavia il racconto, che prosegue con la narrazione dell'amico Méjean, il quale dovrebbe chiarificare le circostanze della sparizione di Baroudiel, ma in realtà ignora cosa gli sia successo. Egli racconta l'ultima volta che l'ha incontrato, quanto "senza conoscere gli avvenimenti che l'avevano così stranamente condotto da me, si intuiva facilmente che erano tragici." Dopodiché Baroudiel scompare. Méjean cerca di rintracciarlo, contattarlo in ogni modo, ma senza successo. Viene a sapere che gli antiquari e il servitore sono morti in un incidente stradale ma di Baroudiel nessuna traccia. Alla fine, quasi per caso, decide di scrivere a un prete e ottiene un'ambigua risposta: "non gli restava che una via. L'ha imboccata..."
La storia si chiude su queste parole misteriose.

## "L'entità oscura della casa"
Il filosofo francese Gaston Bachelard esplora in una sua celebre opera, La poetica dello spazio (PUF, Parigi, 1957), i luoghi poetici e cerca di spiegare perché alcuni luoghi siano, nell'immaginario letterario, più "poetici" di altri e perché in essi l'immaginazione riesca a tradursi in parola. Tra questi spazi poetici, che Bachelard divide in chiusi e aperti, egli individua la casa, luogo "dell'intimità protetta" per eccellenza che difende soprattutto la prerogativa del sognatore alla "rêverie".
Riprendendo lo psicanalista svizzero Carl Gustav Jung, e in particolare l'opera L'uomo moderno alla ricerca dell'anima, Bachelard spiega tuttavia come la casa sia anche il luogo che racchiude in sé le paure più ancestrali dell'uomo, le quali vanno ad identificarsi con un luogo in particolare, il più basso e terreno dell'intera costruzione, "la cave" (lo scantinato o seminterrato), ovvero "l'entità oscura della casa" che "corrisponde all'inconscio," contrariamente alla parte alta, "le grenier" (la mansarda), che rappresenta invece "l'elevazione spirituale." Di conseguenza, lo scantinato gioca in alcune opere letterarie il luogo della "follia sepolta, della tragedia murata." A questo proposito, Bachelard cita alcuni racconti di Edgar Allan Poe, ma anche lo stesso Bosco, "grande sognatore di case", e in particolar modo si concentra sul romanzo L'Antiquaire.
Sotto la casa degli antiquari, vi è una "rotonda a volta dove si aprono quattro porte," che Bachelard sostiene siano le entrate a rispettivi corridoi che si snodano in direzione dei quattro punti cardinali "di un orizzonte sotterraneo." All'immaginario evocato dal sottosuolo si unisce quello infinitamente più complesso del labirinto, "inextricabilis error" che nell'Eneide nasconde, sotto forma di selva, l'entrata agli Inferi (Virgilio, Eneide, VI, 27). Si noti la polisemia della parola "error" e in particolare del suo derivato "errare," che vuol dire sì "sbagliare", ma anche e soprattutto "vagare senza meta." Come dice Bachelard, il seminterrato della casa degli antiquari è "oniricamente complesso": in esso si snodano più passaggi di quanto non sia logisticamente possibile e nei quali perdersi, come accade nei sogni, è anche troppo facile. Tutte queste immagini del sottosuolo hanno una funzione precisa secondo il filosofo: "concretizzare in un'immagine centrale un romanzo che è, nella sua linea generale, il romanzo degli intrighi sotterranei. Questa trita metafora è qui illustrata da molteplici seminterrati, da una rete di gallerie, da un insieme di celle dalle porte spesso barricate. [...] Siamo davvero nello spazio intimo degli intrighi sotterranei" (p. 49).
È in questi sotterranei che, come le figure mitiche delle Parche, i tre oscuri personaggi complottano e "tessono il destino delle persone." E il destino è un altro tema centrale del romanzo, che lega gli antiquari, esseri quasi soprannaturali, allo stesso Baroudiel, il quale possiede un anello su cui sono incisi antichi segni apparentemente mistici e, a detta degli antiquari, legati al culto di Dioniso, il "signore delle illusioni magiche, [...] in grado di permettere ai suoi adepti di vedere il mondo come esso non è." (I Greci e l'Irrazionale, E.R.Dodds, Sather Classical Lectures, 1951)

## "Una casa dalla radice cosmica"
Bachelard continua la sua analisi degli spazi del romanzo fornendo un secondo esempio, non più legato all'idea del male, ma definita da lui come "una casa dalla radice cosmica." La narrazione non si concentra più sull'idea degli intrighi nascosti nel sottosuolo: "le realtà servono qui per esporre i sogni." Bachelard propone un estratto del romanzo, in cui Baroudiel, dopo essere stato scoperto mentre si aggirava indebitamente in una casa, è costretto a rifugiarsi nel seminterrato per poi riemergere e trovarsi di fronte a un grande bacino d'acqua. La linea narrativa viene di colpo interrotta mentre il narratore indugia su questa "acqua nera, stagnante, così perfettamente piatta che nessun'increspatura, nessuna bolla d'aria, ne disturbava la superficie. [...] Mi fece venire i brividi."
Secondo Bachelard, questo passaggio del romanzo costituisce un vero e proprio passaggio antropologico. I brividi di Baroudiel di fronte a questa pozza d'acqua sono provocati da una "paura antropo-cosmica che fa eco alla grande leggenda dell'uomo di fronte alle situazioni primitive" (p. 50). Si è così passati dall'artificialità della casa costruita al mondo del sogno: "siamo passati dal romanzo alla poesia." È un passaggio di notevole respiro, in cui i lettori sono invitati a godere insieme al narratore di un momento di sospensione nello svolgimento dell'azione e a contemplare una distesa d'acqua "dormante" (l'espressione "eaux dormantes", letteralmente 'acque dormienti', si traduce tuttavia in italiano come "acque stagnanti," con la conseguente perdita di qualunque poeticità).

## Il legame con la terra
Come si è già detto, Baroudiel è di professione geologo. Si potrebbe vedere in questa sua occupazione un legame stretto con le profondità della terra che va ben oltre l'esplorazione dei sotterranei della casa degli antiquari, e che lo porta, quasi per destino, ad affrontare la serie di prove iniziatiche che gli si pongono innanzi. Il viaggio che il narratore si trova ad affrontare non è solo fisico, ma anche e soprattutto metafisico ed interiore: il labirinto è sì, manifestazione fisica dei sotterfugi degli antiquari sotto forma di tunnel e cunicoli sotterranei, ma anche un'apertura sui misteri interiori, sull'inconscio e sulle profondità insondate dell'animo umano. È necessario ricordare che all'inizio della propria storia, Baroudiel è un personaggio ma non è una persona, avvolto com'è nella sua apatia, e che bisognerà aspettare l'incontro con Surac prima e poi quello con gli antiquari perché la narrazione si inneschi.
Un elemento che sembra legare indissolubilmente Baroudiel ai misteri delle profondità è il suo anello, oggetto carico di potere occulto "i cui veri angoli di incidenza, gli angoli sacri, che soli possono dirigere il raggio fino al cuore della pietra, non sono che alcuni dotti a saperli formare." Raphaël dichiara di vedere nella pietra "il dio e dietro il dio, sua madre Persefone [...]. Ora scendo con Demetra nelle profondità della terra. E qui vedo le fonti occulte della vita, le origini. Qui, le divinità telluriche trattengono e scaldano i vapori che si elevano dal seno della natura, fino alla carne delle bestie e degli uomo e che, da laggiù, scivolano fino nell'anima, per possederla." Baroudiel è l'inconsapevole proprietario di un oggetto dalle proprietà non sono mistiche, ma pseudo-divine, che collega due mondi e collega lui stesso alla terra, le cui potenze sotterranee non solo attira, ma pare controllare.

## La discesa secondo Durand
Il simbolo della discesa, secondo Gilbert Durand, è da ricollegarsi al carattere irrevocabilmente fugace del tempo. Il divenire incessante, che crea angoscia, può essere esplorato mediante un processo "involutivo". Si tratta di "disimparare la paura" ragion per cui la discesa necessita di un aiuto, un oggetto o l'accompagnamento di un mentore. La discesa rischia in ogni momento di confondersi con la caduta: essendo un rientro più o meno viscerale il limite tra discesa temeraria senza guida e caduta verso gli abissi animali è sottile. La differenza sta nella lentezza, che è assimilazione del divenire dal di dentro. Alla lentezza si unisce la qualità termica del "dolce calore" che trasforma i valori negativi di angoscia e timore in diletto dell'intimità lentamente penetrata. Come avviene il passaggio da caduta a discesa\piacere? È un'inversione eufemizzante che si presenta attraverso la doppia negazione, cioè la negazione di un atto negativo che distrugge la prima negatività. Ogni discesa in sé è allo stesso tempo assunzione, sguardo al di fuori. Gli schemi della discesa intima si colorano della densità notturna (gli schemi ascensionali, di luce). 
Nel romanzo qui presentato, non a caso Baroudiel viene condotto dai tre antiquari a cenare sottoterra. La discesa può essere digestiva o sessuale: in quella digestiva, o inghiottimento, la profondità e gli archetipi dell'intimità sottendono al simbolismo notturno. L'atto alimentare è anch'esso una doppia negazione grazie alla quale viene confermata la realtà delle sostanze, la presa di coscienza dell'assimilazione digestiva aiuta a postulare un'interiorità. Il principio di identità riceve il primo impulso dalla meditazione dell'assimilazione alimentare iperdeterminata dal carattere segreto di un'operazione che si svolge nelle tenebre viscerali. Questa intimità causa un'inversione: l'involucro appare meno prezioso del contenuto.
In sintesi: la calda intimità fornisce un antidoto al divenire spaventoso.
Per approfondire: Le strutture antropologiche dell'immaginario, Parigi, Dunod (prima edizione Parigi, P.U.F., 1960).

## La fonte letteraria deLe Mille e una Notte
Su molte delle figure narrative e delle simbologie dell'opera, soprattutto per quanto riguarda il mondo sotterraneo, ha certamente avuto un'influenza decisiva la lettura de Le Mille e una Notte, opera particolarmente amata dall'autore, che presenta, in un numero considerevole di racconti di ogni epoca ed edizione della raccolta, episodi di discese in grotte che si rivelano essere grandi e sfarzosi palazzi, luoghi che custodiscono tesori e persino veri e propri mondi sotterranei, le cui entrate sono spesso celate in luoghi isolati, appartati o di servizio e accessibili attraverso botole nascoste. Questi sotterranei sono spesso fonte di prove per il protagonista, sono luoghi ricchi di interdizioni (spesso violate a causa della curiosità e punite), dimora del soprannaturale, rappresentato nell'immaginario delle Notti dalle antiche divinità persiane, i Genii, e in senso più generale del male, in quanto prossime alla Gehenna. In particolare l'Antiquaire è riconducibile al celebre racconto Aladino e la lampada meravigliosa, soprattutto per la sua natura di "risalita" oltre che di discesa, e inoltre per la presenza di entità soprannaturali che Aladino scopre di poter controllare grazie all'anello magico datogli dal mago, oltre che con la lampada.